# Groeningemuseum
Il Groeningemuseum ("Museo Groeninge") è il museo municipale d'arte della città di Bruges, in Belgio.

## Collezioni
Le collezioni spaziano in sei secoli di arte fiamminga e belga, da Jan van Eyck a Marcel Broodthaers. Famosa in tutto il mondo è soprattutto la collezione dei Primitivi fiamminghi e importante è anche la collezione rinascimentale, barocca, nonché la selezione di opere dei secoli XVIII e XIX, fino al Simbolismo, l'Espressionismo e l'arte moderna.

## Opere principali
Jan van Eyck
- Madonna del canonico van der Paele, 1436;
- Ritratto di Margareta van Eyck, 1439;
- Testa di Cristo, 1440;

Hieronymus Bosch
- Trittico del Giudizio di Bruges, 1486 circa;

Hugo van der Goes
- Morte della Vergine, 1470 circa;

Adriaen Isenbrant
- Ritratto di Paulus de Nigro, 1518;
- Trittico;

Nicolaes Maes
- Quattro fanciulli, 1657;

Jan Provoost
- Crocifissione, 1500 circa;
- Giudizio universale, 1525;